# 道の駅ながら
道の駅ながら（みちのえき ながら）は、千葉県長生郡長柄町にある千葉県道14号千葉茂原線の道の駅である。

## 施設
- 駐車場
  - 普通車：30台
  - 大型車：2台
  - 身障者用：2台
- トイレ（いずれも24時間利用可能）
  - 男：大 2器、小 4器
  - 女：4器
  - 身障者用：1器
- 農産物直売所

## 休館日
- 年末年始
- 年に2回ほど不定休有

## アクセス
- 千葉県道14号千葉茂原線
  - 千葉県道147号長柄大多喜線

## 周辺
- 長柄ダム
- 長柄町昆虫ドーム